# 豊田 (名古屋市)
豊田（とよだ）は、愛知県名古屋市南区の地名。現行行政地名は豊田一丁目から豊田五丁目と豊田町。住居表示は豊田が実施済み、豊田町が未実施。豊田町には、17の小字が設置されている。

## 地理
名古屋市南区北西部に位置する。豊田一丁目から五丁目は、東は戸部下町、西は氷室町・道徳北町・道徳新町、南は道徳本町・御替地町・豊代町、北は豊二丁目に接する。
豊田町は大部分が町名整理により他の町名に編入されたため、現在は山崎川の河川用地など僅かな敷地に残るのみである。

### 字一覧
豊田町とその前身である豊田村の小字は以下の通り。消滅した字については背景色    で示す。
| 字                                         | 字                                               |
| ------------------------------------------ | ------------------------------------------------ |
| 池之端（いけのばた）                       | 一ノ割（いちのわり）                             |
| 井戸端（いどばた）                         | 稲荷裏（いなりうら）                             |
| イノ割（いのわり）                         | 大手堤（おおてつつみ）                           |
| 会所前（かいしょまえ）                     | 海用先（かいようさき）                           |
| カノ割（かのわり）                         | 上通（かみどおり）                               |
| 北蒲田（きたかまだ）                       | 巾着（きんちゃく）                               |
| 操上（くりあげ）                           | 繰出（くりだし）                                 |
| 五ノ割（ごのわり）                         | 三軒堀（さんげんほり）                           |
| 三町歩（さんちょうぶ）                     | 三ノ割（さんのわり）                             |
| 汐遊（しおあそび）                         | 汐除川（しおよけがわ）                           |
| 重畑（しげはた）                           | 下ノ割（しものわり）                             |
| 裾通（すそどおり）                         | 縦横（たてよこ）                                 |
| 竪ノ割（たてのわり）                       | タノ割（たのわり）                               |
| 太郎割（たろうわり）                       | チノ割（ちのわり）                               |
| 忠次上ノ割（ちゅうじかみのわり）           | 忠次汐除川（ちゅうじしおよけがわ）               |
| 忠次下ノ割（ちゅうじしものわり）           | 忠次堤概（ちゅうじつつみならし）                 |
| 忠次中ノ割（ちゅうじなかのわり）           | 堤添（つつみぞえ）                               |
| 堤外（つつみそと）                         | 道徳新畑（どうとくあらはた）                     |
| 道徳汐除川（どうとくしおよけがわ）         | 道徳新田西堤（どうとくしんでんにしつつみ）       |
| 道徳竪ノ割（どうとくたてのわり）           | 道徳中田（どうとくなかた）                       |
| 道徳西畑（どうとくにしはた）               | 道徳西ノ割（どうとくにしのわり）                 |
| 道徳根走（どうとくねばしり）               | 道徳東ノ割（どうとくひがしのわり）               |
| 道徳東畑（どうとくひがしはた）             | 道徳前新田北堤（どうとくまえしんでんきたつつみ） |
| 道徳己新田（どうとくみしんでん）           | 道徳葭生（どうとくよしばえ）                     |
| トノ割（とのわり）                         | 戸部下一番割（とべしたいちばんわり）             |
| 戸部下川並（とべしたかわなみ）             | 戸部下川原（とべしたかわはら）                   |
| 戸部下三番割（とべしたさんばんわり）       | 戸部下五番割（とべしたごばんわり）               |
| 戸部下西堤（とべしたにしつつみ）           | 戸部下二番割（とべしたにばんわり）               |
| 戸部下畑割（とべしたはたけわり）           | 戸部下南堤（とべしたみなみつつみ）               |
| 戸部下四番新切（とべしたよんばんしんきり） | 戸部下四番割（とべしたよんばんわり）             |
| 戸部下六番割（とべしたろくばんわり）       | 酉改（とりあらため）                             |
| 酉政（とりまさ）                           | 中通（なかとおり）                               |
| 中道（なかみち）                           | 仁右エ門西（にうえもんにし）                     |
| 西蒲田（にしかまだ）                       | 二ノ割（にのわり）                               |
| ニノ割（にのわり）                         | ヌノ割（ぬのわり）                               |
| 羽城裏（はじょうら）                       | 畑下（はたした）                                 |
| 八枚割（はちまいわり）                     | ハノ割（はのわり）                               |
| 東ノ割（ひがしのわり）                     | 氷室外（ひむろそと）                             |
| 氷室道西（ひむろみちにし）                 | 氷室道東（ひむろみちにし）                       |
| へノ割（へのわり）                         | ホノ割（ほのわり）                               |
| 松下（まつした）                           | 南蒲田（みなみかまだ）                           |
| 宮西（みやにし）                           | 宮東（みやひがし）                               |
| 明治新田（めいじしんでん）                 | 屋敷裏（やしきうら）                             |
| 葭畑（よしばた）                           | ヨノ割（よのわり）                               |
| 四ノ割（よんのわり）                       | リノ割（りのわり）                               |
| ルノ割（るのわり）                         | レノ割（れのわり）                               |
| 六ノ割（ろくのわり）                       | ロノ割（ろのわり）                               |
| ワノ割（わのわり）                         | ヲノ割（をのわり）                               |

## 歴史
前身である愛知郡豊田村は、周辺12新田の合併により成立した村である。豊田村の領域は名古屋市編入と同時に南区豊田町となった。その後、豊田町の大部分は町名整理により他の町名に編入されている。
現行の豊田一丁目から五丁目は、大部分が江戸期まで道徳新田および道徳前新田であった地域にあたる。北部については、氷室新田であった地域が含まれる。

### 町名の由来
明治期の合併により成立した愛知郡豊田村の名による。

### 行政区画の変遷

#### 豊田町
- 1878年（明治11年）12月28日 - 紀左衛門新田・熱田伝馬新田・熱田伝馬亥新田・熱田酉改亥新田・図書新田・長三郎新田・戸部下新田・巾着新田・忠次新田・氷室新開・道徳新田・道徳前新田が合併し、豊田村が成立[2]。
- 1889年（明治22年）10月1日 - 合併に伴い、愛知郡呼続村大字豊田となる[2]。
- 1897年（明治30年）7月12日 - 町制施行に伴い、愛知郡呼続町大字豊田となる[2]。
- 1921年（大正10年）8月22日 - 合併に伴い、名古屋市南区豊田町となる[2]。
- 1937年（昭和12年）10月1日 - 行政区変更に伴い、一部が熱田区所属となる[2]。
- 1938年（昭和13年）3月1日 - 熱田区豊田町の全域が同区図書町となり廃止[4]。
- 1953年（昭和28年）10月15日 - 一部が瑞穂区へ編入され、同区豊田町が成立する[2]。
- 1960年（昭和35年）3月15日 - 瑞穂区豊田町の全域が同区浮島町となり廃止[5]。
- 1962年（昭和37年）6月26日 - 埋立地を編入する[2]。

#### 豊田
- 1985年（昭和60年）11月3日 - 南区豊田一丁目が同区御替地町・道徳本町・豊田町・紀左ヱ門通・氷室町・道徳北町・道徳新町の各一部により、豊田二丁目が御替地町・豊代町・戸部下町の各一部によりそれぞれ成立する[2]。
- 1993年（平成5年）11月22日 - 南区御替地町東3丁目・同東4丁目・豊代町2丁目・同3丁目・丁目なし地域の各全域および三新通1丁目・同2丁目・同3丁目・祐竹通の各一部により同区豊田三丁目が、御替地町西3丁目・道徳本町3丁目・同4丁目・同5丁目・豊田町（字道徳西畑）の各全域および道徳新町7丁目・同8丁目・同9丁目・道徳通3丁目・道徳本町6丁目・豊田町（字道徳西ノ割・道徳中田）の各一部により豊田四丁目が、道徳本町7丁目・同8丁目の各全域および道徳本町6丁目・同9丁目・道徳通3丁目・堤町5丁目・観音町7丁目・同8丁目・同9丁目・三新通1丁目・忠道町1丁目・豊田町（字道徳西ノ割・道徳中田・道徳東ノ割・道徳新畑・汐除川）の各一部により豊田五丁目がそれぞれ成立する[6]。

## 世帯数と人口
2019年（平成31年）4月1日現在の世帯数と人口は以下の通りである。
| 丁目       | 世帯数    | 人口    |
| ---------- | --------- | ------- |
| 豊田一丁目 | 583世帯   | 1,163人 |
| 豊田二丁目 | 533世帯   | 1,160人 |
| 豊田三丁目 | 744世帯   | 1,890人 |
| 豊田四丁目 | 275世帯   | 611人   |
| 豊田五丁目 | 732世帯   | 1,651人 |
| 計         | 2,867世帯 | 6,475人 |

### 人口の変遷
国勢調査による人口の推移
| 1995年（平成7年）  | 5,325人 | [ WEB 8 ]  |  |
| 2000年（平成12年） | 5,457人 | [ WEB 9 ]  |  |
| 2005年（平成17年） | 6,567人 | [ WEB 10 ] |  |
| 2010年（平成22年） | 6,504人 | [ WEB 11 ] |  |
| 2015年（平成27年） | 6,391人 | [ WEB 12 ] |  |

## 学区
市立小・中学校に通う場合、学校等は以下の通りとなる。また、公立高等学校に通う場合の学区は以下の通りとなる。
| 町丁・丁目 | 番・番地等 | 小学校               | 中学校               | 高等学校 |
| ---------- | ---------- | -------------------- | -------------------- | -------- |
| 豊田町     | 全域       | 名古屋市立道徳小学校 | 名古屋市立大江中学校 | 尾張学区 |
| 豊田一丁目 | 全域       | 名古屋市立豊田小学校 | 名古屋市立大江中学校 | 尾張学区 |
| 豊田二丁目 | 全域       | 名古屋市立豊田小学校 | 名古屋市立大江中学校 | 尾張学区 |
| 豊田三丁目 | 全域       | 名古屋市立豊田小学校 | 名古屋市立大江中学校 | 尾張学区 |
| 豊田四丁目 | 全域       | 名古屋市立豊田小学校 | 名古屋市立大江中学校 | 尾張学区 |
| 豊田五丁目 | 全域       | 名古屋市立豊田小学校 | 名古屋市立大江中学校 | 尾張学区 |

## 施設

### 豊田一丁目
- 名古屋市立豊田小学校[7]
- あいち銀行道徳支店
- 豊徳寺
- 道徳稲荷神社
- 名古屋道徳本町郵便局

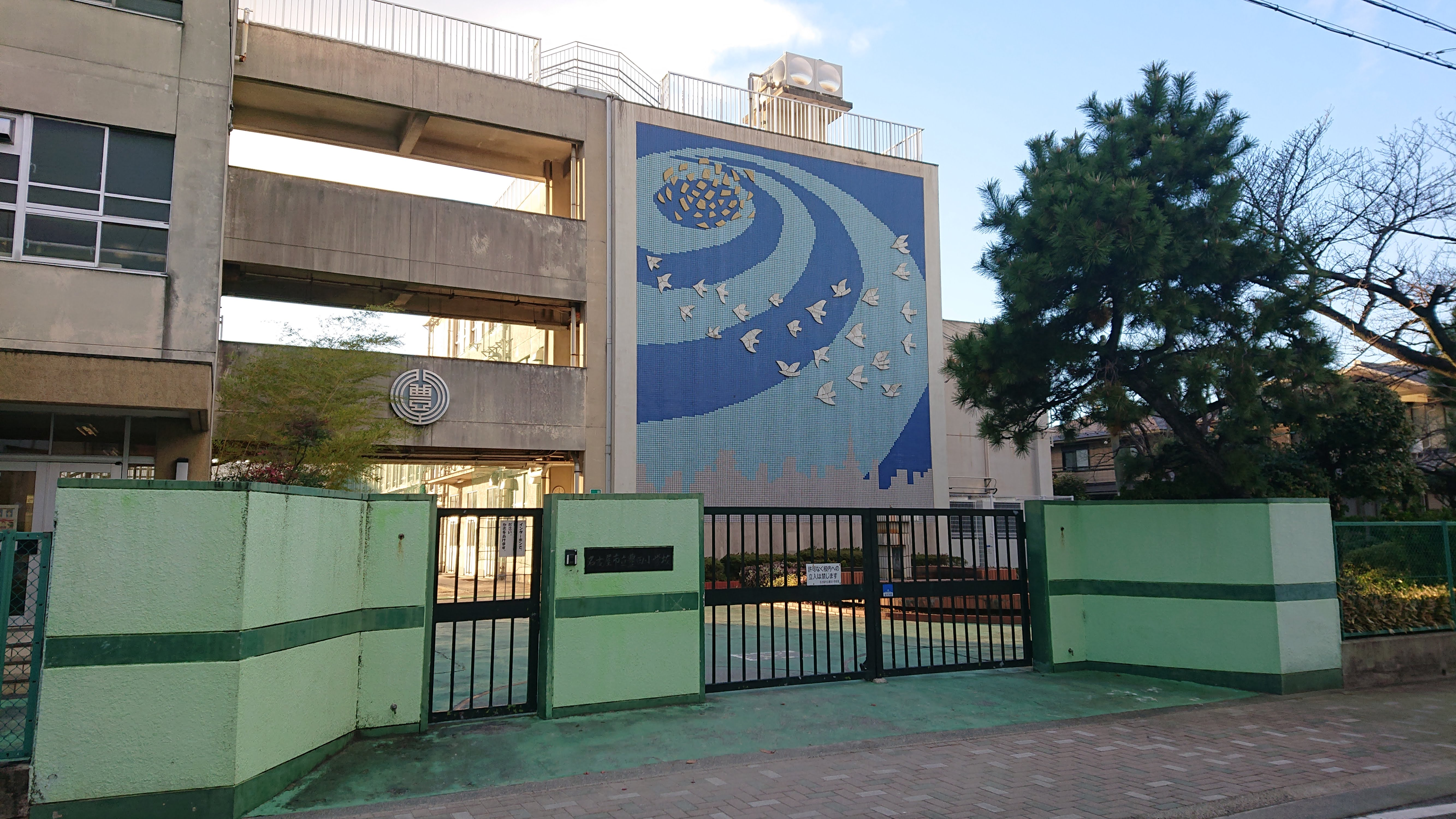
名古屋市立豊田小学校
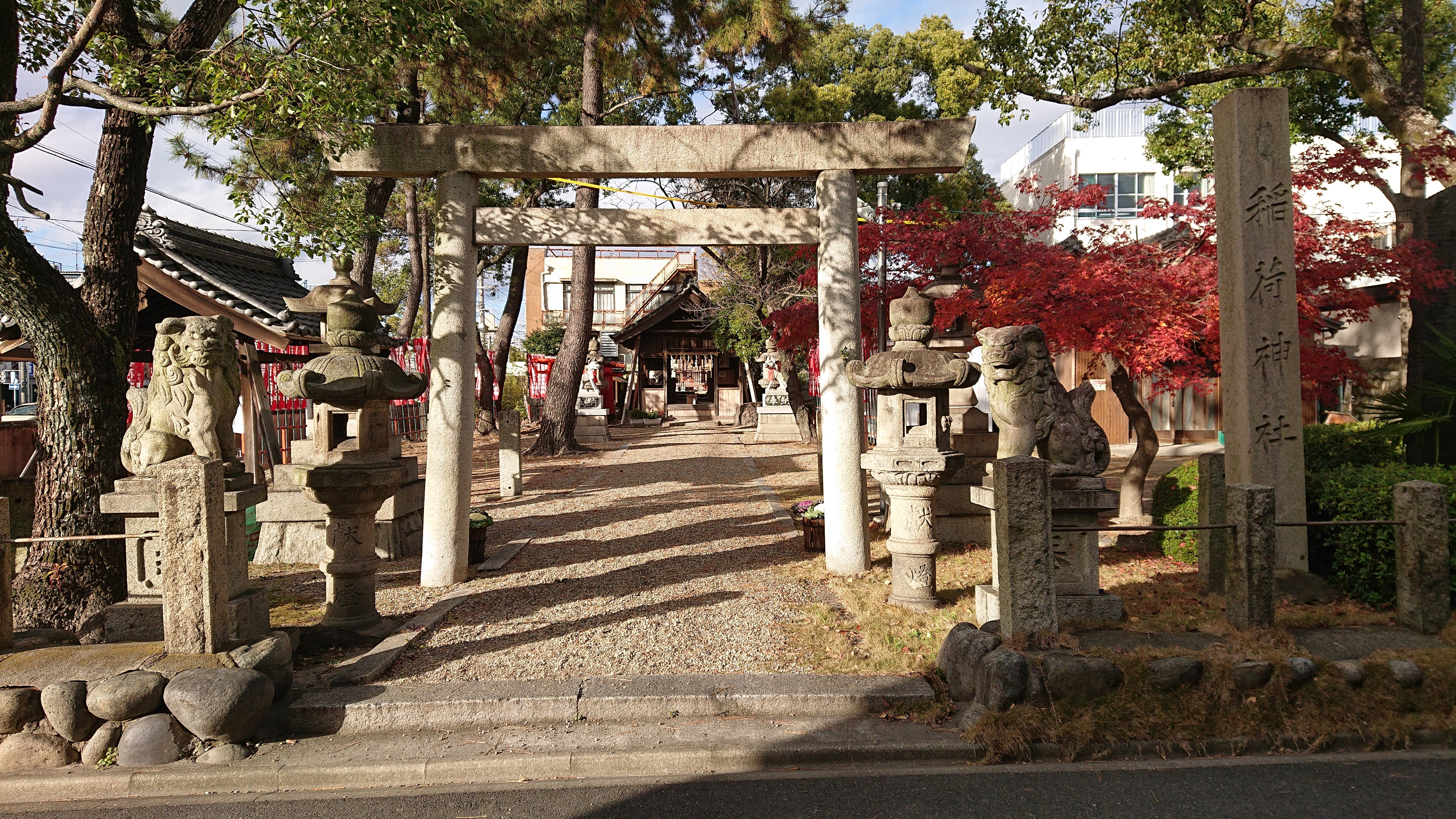
道徳稲荷神社
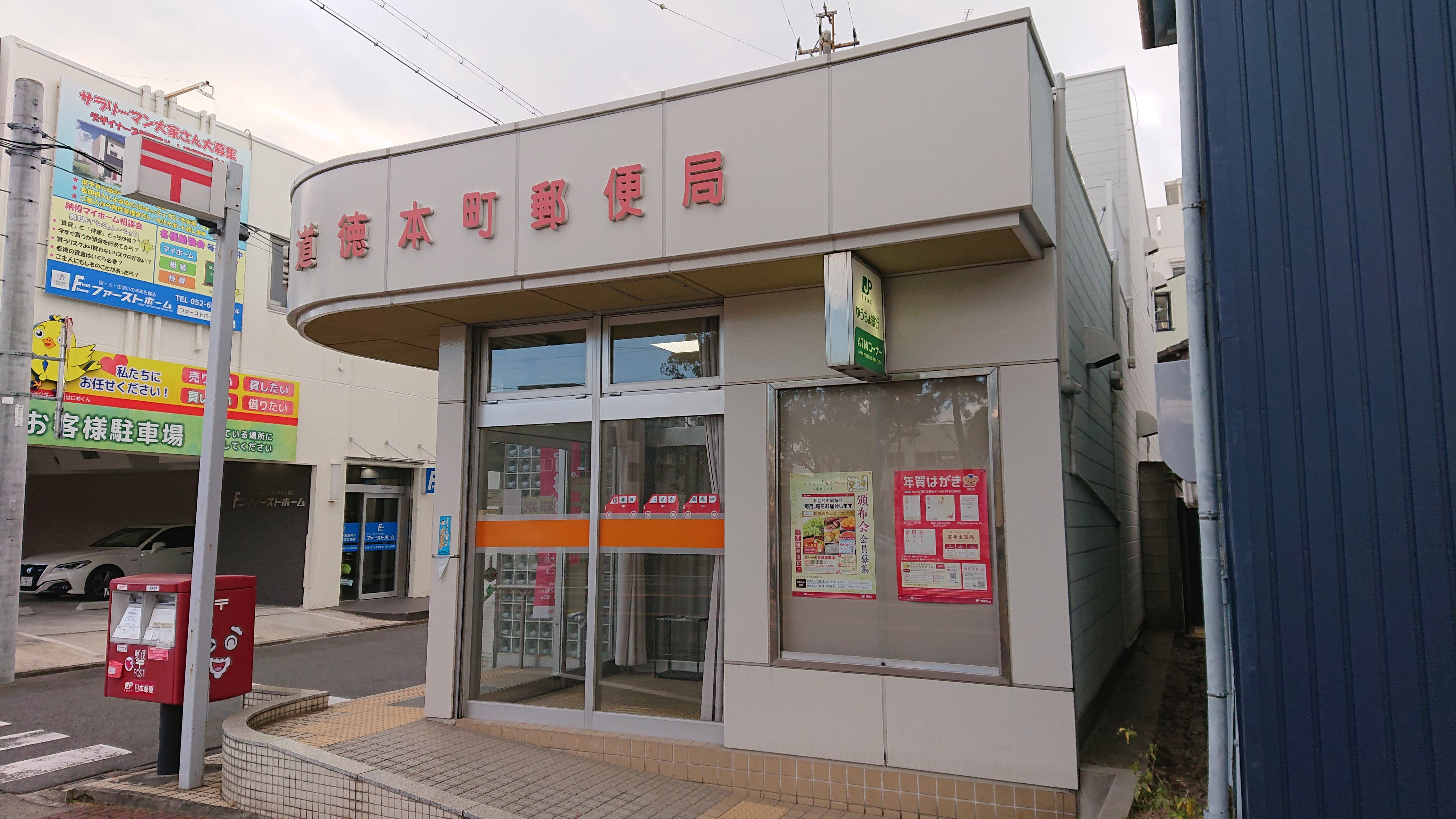
名古屋道徳本町郵便局

### 豊田二丁目
- 御替地神明社[7]

### 豊田三丁目
- 御替地公園

### 豊田四丁目

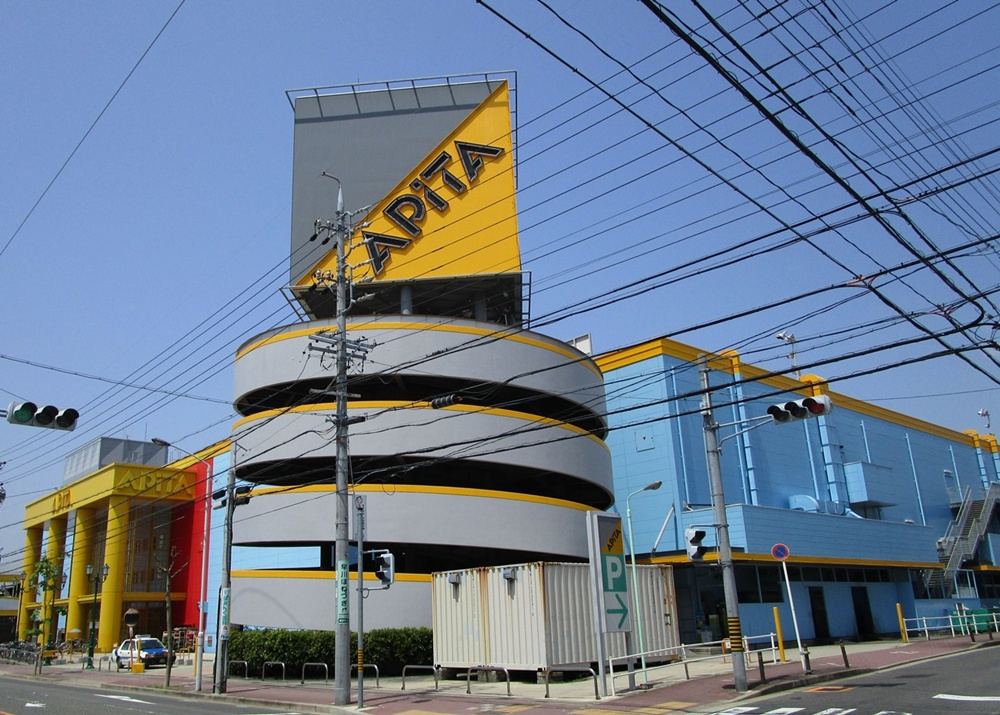
アピタ名古屋南店

- アピタ名古屋南店

### 豊田五丁目

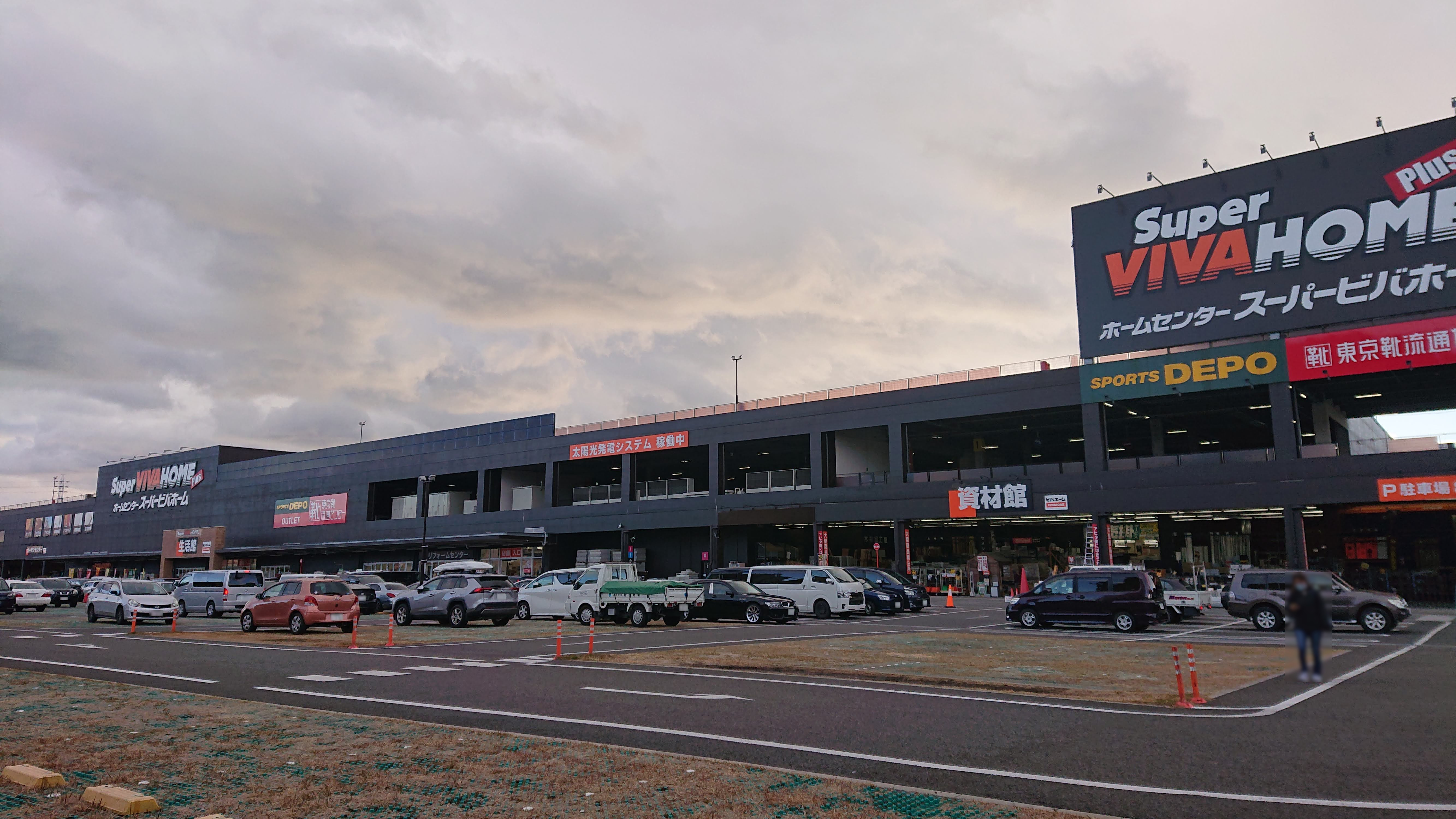
ビバモール名古屋南
- 知多信用金庫名古屋南支店
- 名古屋市環境科学調査センター

- ビバモール名古屋南

## 交通

### 鉄道
- 名鉄常滑線 道徳駅

### 道路
- 国道23号
- 国道247号
- 名古屋市道東海橋線（東海通）

## その他

### 日本郵便
- 集配担当する郵便局は以下の通りである[WEB 15]。

| 町丁   | 郵便番号 | 郵便局         |
| ------ | -------- | -------------- |
| 豊田   | 457-0841 | 名古屋南郵便局 |
| 豊田町 | 457-0855 | 名古屋南郵便局 |